# Masayuki Ochiai
Masayuki Ochiai (født 11. juli 1981) er en tidligere japansk fodboldspiller.
Han har spillet for flere forskellige klubber i sin karriere, herunder Kashiwa Reysol og Tochigi SC.